# Siiri Nordin

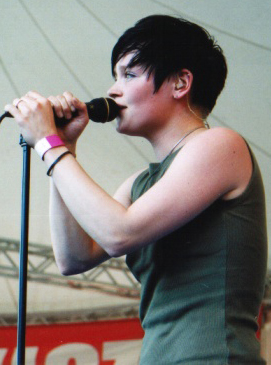
Siiri Nordin (1980-).

Siiri Nordin (ur. 15 października 1980 roku w Helsinkach) – fińska wokalistka. W latach 1999–2004 członkini rockowego zespołu Killer, gdzie śpiewała i była twarzą grupy. W 2006 roku wydała solowy album Me Too, a w 2008 – Lyö tahtia. Jest lesbijką, w roku 2004 zarejestrowała swój związek z partnerką, Mirją.